# 佩里斯科納 (加利福尼亞州)
佩里斯科納（英語：Perrys Corner）是位於美國加利福尼亞州因皮里爾縣的一個非建制地區。該地的面積和人口皆未知。

## 地理
佩里斯科納的座標為32°51′42″N 115°22′48″W / 32.86167°N 115.38000°W，而該地的平均海拔高度為-15米（即-49英尺）。